# Infamous Mobb
Infamous Mobb, également appelé IM3, est un groupe de hip-hop américain, originaire du quartier de Queensbridge, dans le Queens, à New York. Son style est similaire aux premiers albums du célèbre duo Mobb Deep, également issu de Queensbridge, avec qui Infamous Mobb a enregistré plusieurs morceaux.

## Biographie
Infamous Mobb est formé en 1994 par les rappeurs Nas et Mobb Deep. Ce dernier intronise les trois membres restants du groupe Ty Nitty, Gambino, et Godfather, Pt. 3 en 1996 dans son album Hell on Earth, puis sur les albums Murda Muzik et Infamy, ainsi que sur diverses mixtapes et compilations, comme celle du rappeur Nas, QB Finest, ou celle de DJ Muggs, Muggs Presents the Soul Assassins.
Avec un coup de pouce de Mobb Deep, le groupe signe au label Virgin. Malheureusement, il est confronté aux exigences des maisons de disques et quitte Virgin pour créer son propre label, IM3 Records. Le premier album, intitulé Special Edition, n'est publié qu'en 2002, au label LandSpeed, le 26 mars. Produit par The Alchemist, il est distribué par Landspeed Records et vendu à 100 000 exemplaires[réf. nécessaire]. L'album atteint la 118e place du Billboard 200.
Infamous Mobb publie un deuxième album, intitulé Blood Thicker Than Water, Volume 1, le 6 avril 2004 au label IM3. L'album est distribué par Monopolee Records, et est réédité avec un DVD contenant les clips du groupe, ainsi qu'un documentaire retraçant l'histoire du quartier et du groupe avec la participation de Prodigy, Ron Artest et The Alchemist entre autres. Il atteint également les classements musicaux. Le troisième album, Reality Rap, est publié le 6 novembre 2007 et contient, comme à l'habitude, des combinaisons avec les autres rappeurs de Queensbridge comme Prodigy, et Big Noyd.
En 2010, le groupe décide de se séparer officiellement. Ty annonce leur séparation sur la page Facebook du groupe, expliquant que Vinny Thunn, coordinateur du groupe et VP de Love and Loyalty, n'avait rien à voir avec cette séparation. En 2011, Ty Nitty quitte le groupe (et coupe les ponts avec Mobb Deep) et lance son propre label Love and Loyalty Records. Un conflit éclate en public entre lui et Prodigy de Mobb Deep.

## Discographie

### Albums studio
- 2002 : Special Edition
- 2004 : Blood Thicker Than Water, Volume 1
- 2007 : Reality Rap

### Participations diverses
- 1996 : Rep the QBC – Morceau présent sur un vinyle trois titres sorti en White label
- 1996 : Animal Instinct – Extrait de l'album Hell on Earth de Mobb Deep
- 1997 : Life Is Tragic – Extrait de la compilation Muggs Presents the Soul Assassins, Chapter I
- 2000 : We Will Survive – Extrait de la compilation Muggs Presents the Soul Assassins, Chapter II
- 2000 : Die 4 – Extrait de la compilation QB Finest * Nas & III Will Records present Queensbridge the Album
- 2001 : Mobb Niggaz – Extrait de la compilation Game Over Vol. 2
- 2001 : My Gats Spitting – Extrait de l'album Infamy de Mobb Deep
- 2003 : Queens – Extrait de l'album Armed and Dangerous: Best of Big Noyd de Big Noyd
- 2003 : International – Extrait de l'album Havre de guerre de Ness & Cité